# Immortal (album de Michael Jackson)
Immortal este un album remix de înregistrări muzicale ale artistului american Michael Jackson, cu participare The Jackson 5/The Jacksons, lansat pe 21 noiembrie 2011 de Epic Records. Albumul este soundtrackul turneului Michael Jackson: The Immortal World Tour al Cirque du Soleil, care a debutat pe 2 octombrie 2011 în Montreal.

## Track listing
MJJ Productions Inc, the record division of The Michael Jackson Company LLC, announced the titles of the tracks on Immortal and Immortal (Deluxe)  as follows:
| Standard edition | |                              |         |  |
| Nr.              | Titlu | Additional artist(s)         | Lungime |  |
| 1.               | „Workin' Day and Night (Immortal Version)”                                                                       |                              | 3:36    |  |
| 2.               | „The Immortal Intro (Immortal Version)”                                                                          | The Jackson 5; Janet Jackson | 3:07    |  |
| 3.               | „Childhood (Immortal Version)”                                                                                   |                              | 4:35    |  |
| 4.               | „Wanna Be Startin' Somethin' (Immortal Version)”                                                                 |                              | 3:07    |  |
| 5.               | „Dancing Machine/Blame It on the Boogie (Immortal Version)”                                                      | The Jackson 5; The Jacksons  | 4:49    |  |
| 6.               | „This Place Hotel (Immortal Version)”                                                                            | The Jacksons                 | 2:08    |  |
| 7.               | „Smooth Criminal (Immortal Version)”                                                                             |                              | 1:59    |  |
| 8.               | „Dangerous (Immortal Version)”                                                                                   |                              | 2:41    |  |
| 9.               | „The Jackson 5 Medley: I Want You Back/ABC/The Love You Save (Immortal Version)”                                 | The Jackson 5                | 3:45    |  |
| 10.              | „Speechless/Human Nature (Immortal Version)”                                                                     |                              | 3:18    |  |
| 11.              | „Is It Scary/Threatened (Immortal Version)”                                                                      | Rockwell; 50 Cent            | 5:05    |  |
| 12.              | „Thriller (Immortal Version)”                                                                                    |                              | 3:32    |  |
| 13.              | „You Are Not Alone/I Just Can't Stop Loving You (Immortal Version)”                                              | Siedah Garrett               | 6:07    |  |
| 14.              | „Beat It/State of Shock (Immortal Version)”                                                                      | The Jacksons and Mick Jagger | 3:09    |  |
| 15.              | „Jam (Immortal Version)”                                                                                         | Heavy D                      | 2:37    |  |
| 16.              | „Planet Earth/Earth Song (Immortal Version)”                                                                     |                              | 4:04    |  |
| 17.              | „They Don't Care About Us (Immortal Version)”                                                                    |                              | 3:36    |  |
| 18.              | „I'll Be There (Immortal Version)”                                                                               | The Jackson 5                | 1:53    |  |
| 19.              | „Immortal Megamix: Can You Feel It/Don't Stop 'Til You Get Enough/Billie Jean/Black or White (Immortal Version)” | The Jacksons                 | 9:08    |  |
| 20.              | „Man in the Mirror (Immortal Version)”                                                                           |                              | 4:17    |  |
| Lungime totală:  | Lungime totală:                                                                                                  | Lungime totală:              | 1:16:34 |  |

| Deluxe edition Disc 1 | |                              |         |  |
| Nr.                   | Titlu                                                                                              | Additional artist(s)         | Lungime |  |
| 1.                    | „Workin' Day and Night (Immortal Version)”                                                         |                              | 3:36    |  |
| 2.                    | „The Immortal Intro (Immortal Version)”                                                            | The Jackson 5; Janet Jackson | 3:07    |  |
| 3.                    | „Childhood (Immortal Version)”                                                                     |                              | 4:35    |  |
| 4.                    | „Wanna Be Startin' Somethin' (Immortal Version)”                                                   |                              | 3:08    |  |
| 5.                    | „Shake Your Body (Down to the Ground) (Immortal Version)”                                          | The Jacksons                 | 2:27    |  |
| 6.                    | „Dancing Machine/Blame It on the Boogie (Immortal Version)”                                        | The Jackson 5; The Jacksons  | 4:04    |  |
| 7.                    | „Ben (Immortal Version)”                                                                           |                              | 3:44    |  |
| 8.                    | „This Place Hotel (Immortal Version)”                                                              | The Jacksons                 | 2:08    |  |
| 9.                    | „Smooth Criminal (Immortal Version)”                                                               |                              | 1:59    |  |
| 10.                   | „Dangerous (Immortal Version)”                                                                     |                              | 2:41    |  |
| 11.                   | „The Mime Segment: (I Like) The Way You Love Me/Speed Demon/Another Part of Me (Immortal Version)” |                              | 2:52    |  |
| 12.                   | „The Jackson 5 Medley: I Want You Back/ABC/The Love You Save (Immortal Version)”                   | The Jackson 5                | 3:45    |  |
| 13.                   | „Speechless/Human Nature (Immortal Version)”                                                       |                              | 3:20    |  |
| 14.                   | „Is It Scary/Threatened (Immortal Version)”                                                        | Rockwell; 50 Cent            | 5:03    |  |
| 15.                   | „Thriller (Immortal Version)”                                                                      |                              | 3:37    |  |
| Lungime totală:       | Lungime totală:                                                                                    | Lungime totală:              | 53:42   |  |

| Deluxe edition Disc 2 | |                              |         |  |
| Nr.                   | Titlu | Additional artist(s)         | Lungime |  |
| 1.                    | „You Are Not Alone/I Just Can't Stop Loving You (Immortal Version)”                                              | Siedah Garrett               | 6:08    |  |
| 2.                    | „Beat It/State of Shock (Immortal Version)”                                                                      | The Jacksons and Mick Jagger | 3:09    |  |
| 3.                    | „Jam (Immortal Version)”                                                                                         | Heavy D                      | 2:37    |  |
| 4.                    | „Planet Earth/Earth Song (Immortal Version)”                                                                     |                              | 4:01    |  |
| 5.                    | „Scream/Little Susie (Immortal Version)”                                                                         | Janet Jackson                | 4:45    |  |
| 6.                    | „Gone Too Soon (Immortal Version)”                                                                               |                              | 3:23    |  |
| 7.                    | „They Don't Care About Us (Immortal Version)”                                                                    |                              | 3:37    |  |
| 8.                    | „Will You Be There (Immortal Version)”                                                                           |                              | 4:56    |  |
| 9.                    | „I'll Be There (Immortal Version)”                                                                               | The Jackson 5                | 1:50    |  |
| 10.                   | „Immortal Megamix: Can You Feel It/Don't Stop 'Til You Get Enough/Billie Jean/Black or White (Immortal Version)” | The Jacksons                 | 9:08    |  |
| 11.                   | „Man in the Mirror (Immortal Version)”                                                                           |                              | 4:14    |  |
| 12.                   | „Remember the Time/Bad (Immortal Version)”                                                                       |                              | 4:39    |  |
| Lungime totală:       | Lungime totală:                                                                                                  | Lungime totală:              | 52:27   |  |

## Track elements
Credits taken from the liner notes.
- "The Immortal Intro" - "Remember the Time" / "You Rock My World" / "In the Closet" / "Stranger in Moscow" / "Bad" / "Smooth Criminal" /  "Dangerous" / "Another Part of Me" / "The Way You Make Me Feel" / "Jam" / "Scream" / "I Want You Back" / "ABC" / "Rockin' Robin" / "Goin' Back to Indiana" / "I'll Be There"
- "Dancing Machine" / "Blame It on the Boogie" (Immortal Version) - "Dancing Machine" / "Blame It on the Boogie" / "Why You Wanna Trip on Me"
- No animals were harmed in making the ethnic version of "Ben"
- "Dangerous" (Immortal Version) - "Dangerous" / "In the Closet"
- "The Mime Segment" - "(I Like) The Way You Love Me" / "Speed Demon" / "This Is It" / "Hollywood Tonight" / "Another Part of Me" / "Stranger in Moscow"
- "The Jackson 5 Medley" - "I Want You Back" / "ABC" / "The Love You Save"
- "Is It Scary" / "Threatened" (Immortal Version) - "Is It Scary" / "Threatened" / "Somebody's Watching Me" / "Ghosts" / "Monster"/ "Thriller"
- "You Are Not Alone" / "I Just Can't Stop Loving You" (Immortal Version) - "You Are Not Alone" / "I Just Can't Stop Loving You" / "Todo Mi Amor Eres Tu" / "Remember the Time"
- "Beat It" / "State of Shock" (Immortal Version) - "Beat It" / "State of Shock" / "Bad"
- "They Don't Care About Us" (Immortal Version) - "They Don't Care About Us" / "Tabloid Junkie" / "Privacy"
- "Will You Be There" (Immortal Version) - "Heal the World" / "Will You Be There"
- "Immortal Megamix" - "Can You Feel It" / "Don't Stop 'Til You Get Enough" / "Billie Jean" / "Black or White"

## Clasamente
| Clasament (2011)                  | Poziții în topuri |
| --------------------------------- | ----------------- |
| Australian Albums Chart           | 43                |
| Austrian Albums Chart             | 29                |
| Belgian Albums Chart (Flanders)   | 13                |
| Belgian Albums Chart (Wallonia)   | 17                |
| Dutch Albums Chart                | 17                |
| French Albums Chart               | 42                |
| German Albums Chart               | 23                |
| Italian Albums Chart              | 13                |
| Japanese Albums Chart (Billboard) | 9                 |
| Japanese Albums Chart (Oricon)    | 11                |
| New Zealand Albums Chart          | 35                |
| Norwegian Albums Chart            | 34                |
| Spanish Albums Chart              | 16                |
| Swedish Albums Chart              | 59                |
| Swiss Albums Chart                | 17                |
| UK Albums Chart                   | 65                |
| US Billboard 200                  | 24                |
| US Top R&B/Hip-Hop Albums         | 5                 |

### Clasamente anuale
| Clasament (2012)                | Pooziție |
| ------------------------------- | -------- |
| US Billboard 200                | 174      |
| US Billboard R&B/Hip-Hop Albums | 35       |

## Istoricul lansărilor
| Regiune       | Data              | Label                    | Format               |
| ------------- | ----------------- | ------------------------ | -------------------- |
| Austria       | 18 noiembrie 2011 | Sony Music Entertainment | CD, digital download |
| Țările de Jos | 18 noiembrie 2011 | Sony Music Entertainment | Digital download     |
| Germania      | 18 noiembrie 2011 | Sony Music Entertainment | Digital download     |
| Germania      | 21 noiembrie 2011 | Sony Music Entertainment | CD                   |
| Regatul Unit  | 21 noiembrie 2011 | Sony Music Entertainment | CD, digital download |
| Franța        | 21 noiembrie 2011 | Sony Music Entertainment | CD, digital download |
| Statele Unite | 21 noiembrie 2011 | Epic Records             | CD, digital download |
| Spania        | 22 noiembrie 2011 | Sony Music Entertainment | CD, digital download |
| Italia        | 22 noiembrie 2011 | Sony Music Entertainment | CD, digital download |
| Japonia       | 23 noiembrie 2011 | Sony Music Japan         | CD                   |
| Australia     | 25 noiembrie 2011 | Sony Music Entertainment | CD, digital download |
| Indonezia     | 22 decembrie 2011 | Sony Music Entertainment | CD                   |
| China         | 30 martie 2012    | Sony Music China         | CD                   |